# Ranunculus acaulis
Ranunculus acaulis es una planta  de la familia de las ranunculáceas.

## Descripción
Hierba vivaz, pequeña y glabra. Las hojas, que tienen tallos, son palmatisectas y casi trifoliadas.      Cada flor mide 7-10mm y tiene 5-8 pétalos. Florece entre agosto y abril.

## Distribución y hábitat
Es nativa de Australia (Tasmania), Nueva Zelanda, Chile (Aysén y Magallanes), Argentina (Tierra del Fuego) y Las Malvinas. Crece en marisma salinas, prados, dunas marítimas, rocas y el margen de lagos.

## Taxonomía
Ranunculus acaulis fue descrita por Joseph Banks & Daniel Solander.
Etimología
Ver: Ranunculus
acaulis: epíteto latino que significa "sin o casi sin tallo".
Sinonimia
- Ranunculus litoralis Schltdl[6]
- Ranunculus stenopetalus Ovcz
- Ranunculus rivularis Cockayne & Allan[7]
- Ranunculus petriei Allan.